# Willem ten Rhijne
Willem ten Rhijne (Deventer, 2 janvier 1649 — Batavia, 1er juin 1700) est un médecin, botaniste et pharmacologue néerlandais au service de la Compagnie néerlandaise des Indes orientales. Il a écrit le premier traité européen détaillé sur l'acupuncture (1683), des études sur le théier et le camphrier, sur l'arthrite et sur la lèpre en Asie.
Ten Rhijne est le fils d'Anna Peters et d'Israel ten Rhijne. Il commence ses études à l'Athenaeum Illustre de Deventer (nl) et étudie pendant plusieurs années à l'université de Franeker avant de s'installer à Leyde pour recevoir son doctorat de Franciscus de le Boë en 1669. En février 1673, il entre au service de la VOC. Il quitte Texel avec le navire de la VOC Ternate en juin 1673. Lors de son séjour de deux semaines dans la colonie du Cap, il étudie les plantes indigènes. En 1686, il publie un ouvrage sur le cap de Bonne-Espérance et ses habitants, les Khoïkhoï, alors appelés Hottentots, pendant les premières années de la colonisation hollandaise.
À Batavia, il enseigne quelque temps l'anatomie aux chirurgiens. C'est là qu'il fait la connaissance du révérend Hermann Buschoff, qui a étudié la médecine chinoise par moxibustion. Il a reçu de Dejima, au Japon, une demande d'envoi d'un médecin qualifié au lieu du chirurgien habituel. Il part en 1674 et reste probablement deux ans sur place. Ten Rhijne s'y procure un manuel d'acupuncture qu'il étudie avec l'aide d'interprètes japonais.
De retour à Batavia, il est nommé régent de la léproserie de l'île de Purmerend (nl). À partir de 1679, il travaille quelque temps sur la côte ouest de Sumatra. En 1681, il devient membre provisoire du Conseil de justice de Batavia et devient également « visiteur » pour les enquêtes sur la lèpre. En 1687, son traité sur la lèpre en Asie est publié à Amsterdam. À partir de 1684, Ten Rhijne est curateur du gymnasium de Batavia. Sa conduite n'est pas irréprochable ; certains lui reprochent d'être souvent en état d'ébriété. Il conserve cependant ses positions sociales jusqu'à sa mort en 1700. 

## Œuvres majeures
- Schediasma de Promontorio Bonae Spei, ejusque tractus incolis Hottentottis, édité et annoté par le docteur Henri Screta, publié à Schaffhouse en 1686. Il a été publié sous le titre An Account of the Cape of Good Hope and the Hottentotes, the Natives of that Country, publié en 1704 en anglais.
- Dissertatio de arthritide, Mantissa schematica de acupunctura, Orationes tres de chymiae et botanicae antiquitate et dignitate, de physiognomia et de monstris, publié à Londres et à La Haye en 1683 et à Leipzig en 1690.
- Verhandelinge van de Asiatise melaatsheid, na een naaukeuriger ondersoek, ten dienste van het gemeen, préparé par Willem Ten Rhijne, M.D. à Batavia, 1687.

## Hommage
À Deventer, une rue située derrière le bâtiment de l'École d'agriculture tropicale porte le nom de Ten Rhijne, W. ten Rijnestraat.